# Brachyolene nigrescens
Brachyolene nigrescens là một loài bọ cánh cứng trong họ Cerambycidae.